# Pavarotti & Friends for Cambogia and Tibet
Pavarotti & Friends for Cambogia and Tibet  è il settimo album dell'omonimo evento organizzato da Luciano Pavarotti e realizzato a Modena il 6 giugno 2000, a favore dei bambini della Cambogia e del Tibet.

## Descrizione
L'album contiene canzoni del tenore modenese con altri grandi cantanti del momento. Il concerto ha raccolto oltre un milione di dollari. Questo concerto è stato il primo, dopo una lunga serie, senza il contributo di War Child.

## Classifiche

### Classifiche settimanali
| Classifica (2000) | Posizione massima |
| ----------------- | ----------------- |
| Austria           | 12                |
| Germania          | 20                |
| Italia            | 33                |
| Paesi Bassi       | 19                |
| Svizzera          | 32                |